# Araucária
Araucária város Brazíliában, Paraná államban. Lakosainak száma 151 666 fő (2022). Araucária Balsa Nova, Contenda, Campo Largo, Curitiba, Fazenda Rio Grande, Mandirituba és Quitandinha községekkel határos.

## Népesség
A település népességének változása:
| Lakosok száma | 94 258 | 119 123 | 146 214 | 148 522 | 151 666 |
|               | 2000   | 2010    | 2020    | 2021    | 2022    |